# لونیگو
لونیگو (به ایتالیایی: Lonigo) یک کومونه در ایتالیا است که در استان ویچنزا واقع شده‌است. لونیگو ۴۹ کیلومتر مربع مساحت و ۱۵٬۹۰۴ نفر جمعیت دارد.